# Eli Merete Melheim
Eli Merete Melheim (* 27. Oktober 1974) ist eine frühere norwegische Biathletin.
Eli Melheim gehörte Mitte der 1990er Jahre zum Nationalkader Norwegens und kam im Biathlon-Weltcup zum Einsatz, verpasste jedoch Platzierungen in den Weltcuppunkten. National gewann die Norwegerin bei den Meisterschaften 1995 in Fet im Einzel hinter Gunn Margit Andreassen die Silbermedaille und wurde für die Region Sogn og Fjordane startend Bronze. Zwei Jahre später gewann sie sowohl im Sprint hinter Liv Grete Skjelbreid und Ann-Elen Skjelbreid wie auch im Staffelrennen die Bronzemedaille. 1998 und 1999 gewann sie nochmals Staffelsilber.

## Biathlon-Weltcup-Platzierungen
Die Tabelle zeigt alle Platzierungen (je nach Austragungsjahr einschließlich Olympische Spiele und Weltmeisterschaften).
- 1.–3. Platz: Anzahl der Podiumsplatzierungen
- Top 10: Anzahl der Platzierungen unter den ersten zehn (einschließlich Podium)
- Punkteränge: Anzahl der Platzierungen innerhalb der Punkteränge (einschließlich Podium und Top 10)
- Starts: Anzahl gelaufener Rennen in der jeweiligen Disziplin

| Platzierung                                    | Einzel | Sprint | Verfolgung | Massenstart | Team | Staffel | Gesamt |
| ---------------------------------------------- | ------ | ------ | ---------- | ----------- | ---- | ------- | ------ |
| 1. Platz                                       |        |        |            |             |      |         |        |
| 2. Platz                                       |        |        |            |             |      |         |        |
| 3. Platz                                       |        |        |            |             |      |         |        |
| Top 10                                         |        |        |            |             |      |         |        |
| Punkteränge                                    |        |        |            |             |      |         |        |
| Starts                                         | 1      | 3      | 1          |             |      |         | 5      |
| Stand: Karriereende, Daten wohl nicht komplett |        |        |            |             |      |         |        |